# Cinéaqua
Cinéaqua (též Aquarium de Paris) je veřejné akvárium v Paříži. Nachází se v 16. obvodu v bývalém podzemním lomu pod kopcem Chaillot na adrese Avenue des Nations-Unies č. 2 mezi Trocaderem a Seinou.

## Historie
Původní středověké podzemní kamenolomy byly zčásti využívány jako ubytovna pro jezdectvo za vlády císaře Napoleona a později k pěstování žampionů.
Akvárium zde bylo zřízeno již v roce 1867 pro světovou výstavu. Částečně bylo zřízeno pod širým nebem a zčásti pod zemí imitující jeskyni. Zahrady navrhl Jean-Charles Alphand. V roce 1937 bylo akvárium modernizováno u příležitosti světové výstavy.
Akvárium bylo uzavřeno v roce 1985 z důvodu špatného technického stavu a ve své současné podobě znovuotevřeno po rekonstrukci v roce 2006. Některé prvky výzdoby jsou inspirovány románem Dvacet tisíc mil pod mořem Julese Verna, který se sám v některých prvcích inspiroval původním akváriem z roku 1867.

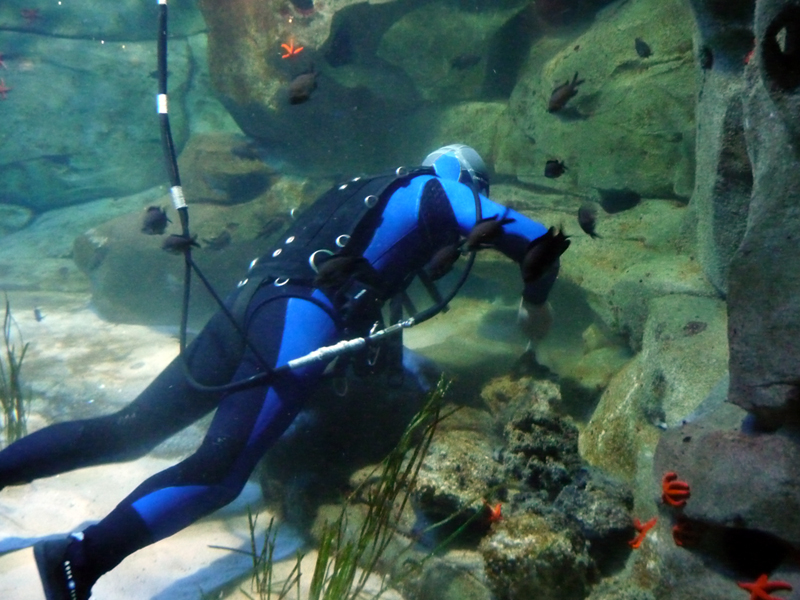
Čištění akvária

## Statistické údaje
Podzemní akvárium má plochu 3500 m2 a obsahuje 500 druhů ryb a bezobratlých a zhruba 9000 druhů rostlin. Polynéské akvárium obsahuje 600 korálů. Nachází se zde rovněž dva promítací sály a nahrávací studio. Voda obsahuje 130 tun soli.
Ve velkém bazénu je umístěno 30 žraloků. Nádrž má objem 3 milióny litrů vody, což z ní dělá největší umělý bazén ve Francii. Celkový objem všech 43 bazénů a akvárií činí 4 milióny litrů.

## Další pařížská akvária
- Aquarium du palais de la Porte Dorée
- Aquarium Sea Life Paris